# ITM2B
ITM2B‏ (Integral membrane protein 2B) هوَ بروتين يُشَفر بواسطة جين ITM2B في الإنسان.